# Thelypteris × subviridifrons
Thelypteris × subviridifrons là một loài dương xỉ trong họ Thelypteridaceae. Loài này được Seriz. mô tả khoa học đầu tiên năm 1981.
Danh pháp khoa học của loài này chưa được làm sáng tỏ. 